# タラガ谷
タラガ谷（タラガだに）とは、岐阜県関市（旧板取村）・郡上市（旧八幡町）にある谷。タラガトンネルが通る。

## 概要
国道256号が通る。
2007年（平成19年）8月3日：タラガトンネルが開通した。
現在旧道は通行止めとなっている。
| スタブアイコン | サブスタブ | この項目は、まだ閲覧者の調べものの参照としては役立たない、岐阜県に関連した書きかけの項目です。この項目を加筆・訂正などしてくださる協力者を求めています（P:日本の都道府県/岐阜県）。 |